# Liaoyang

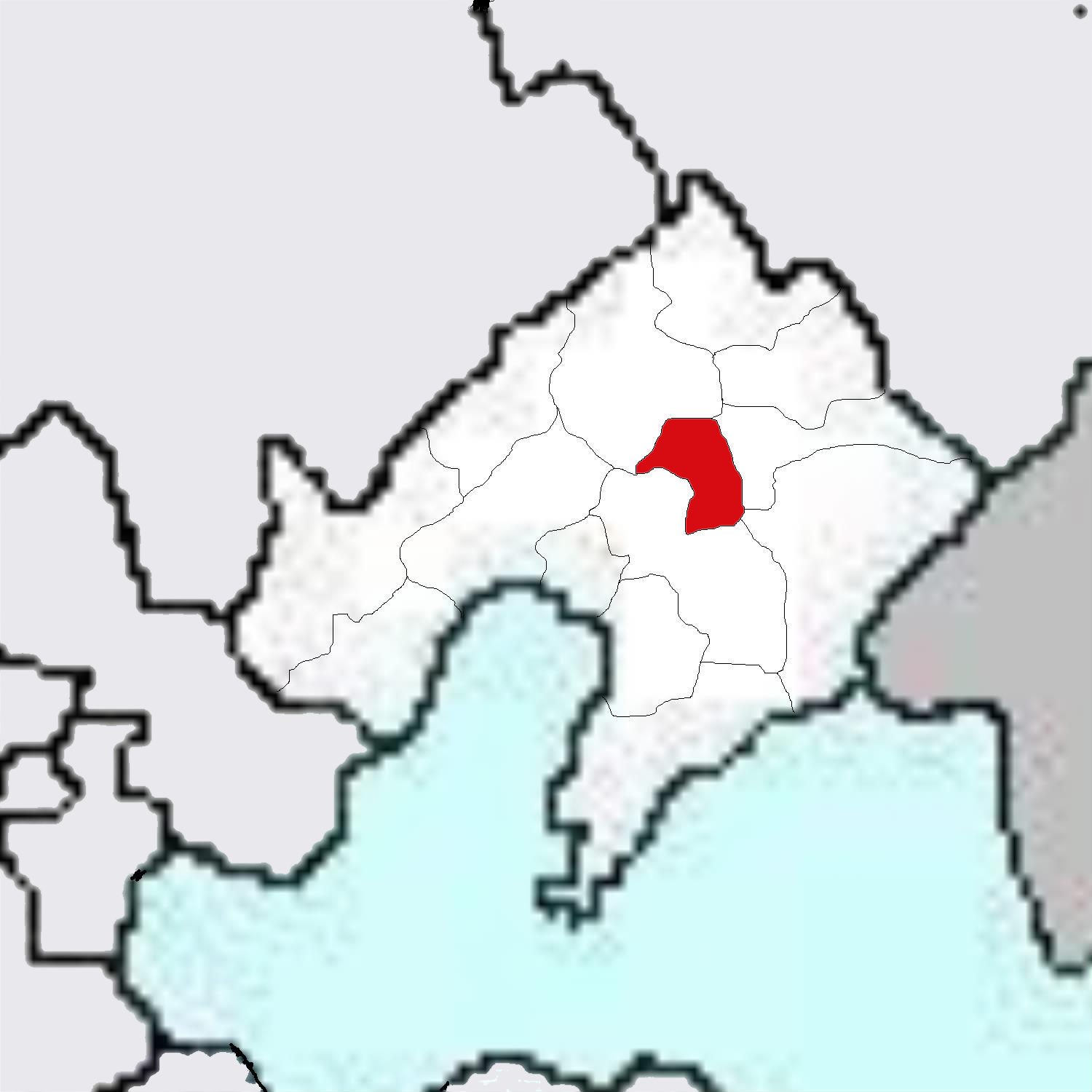
Lage Liaoyangs in der Provinz Liaoning

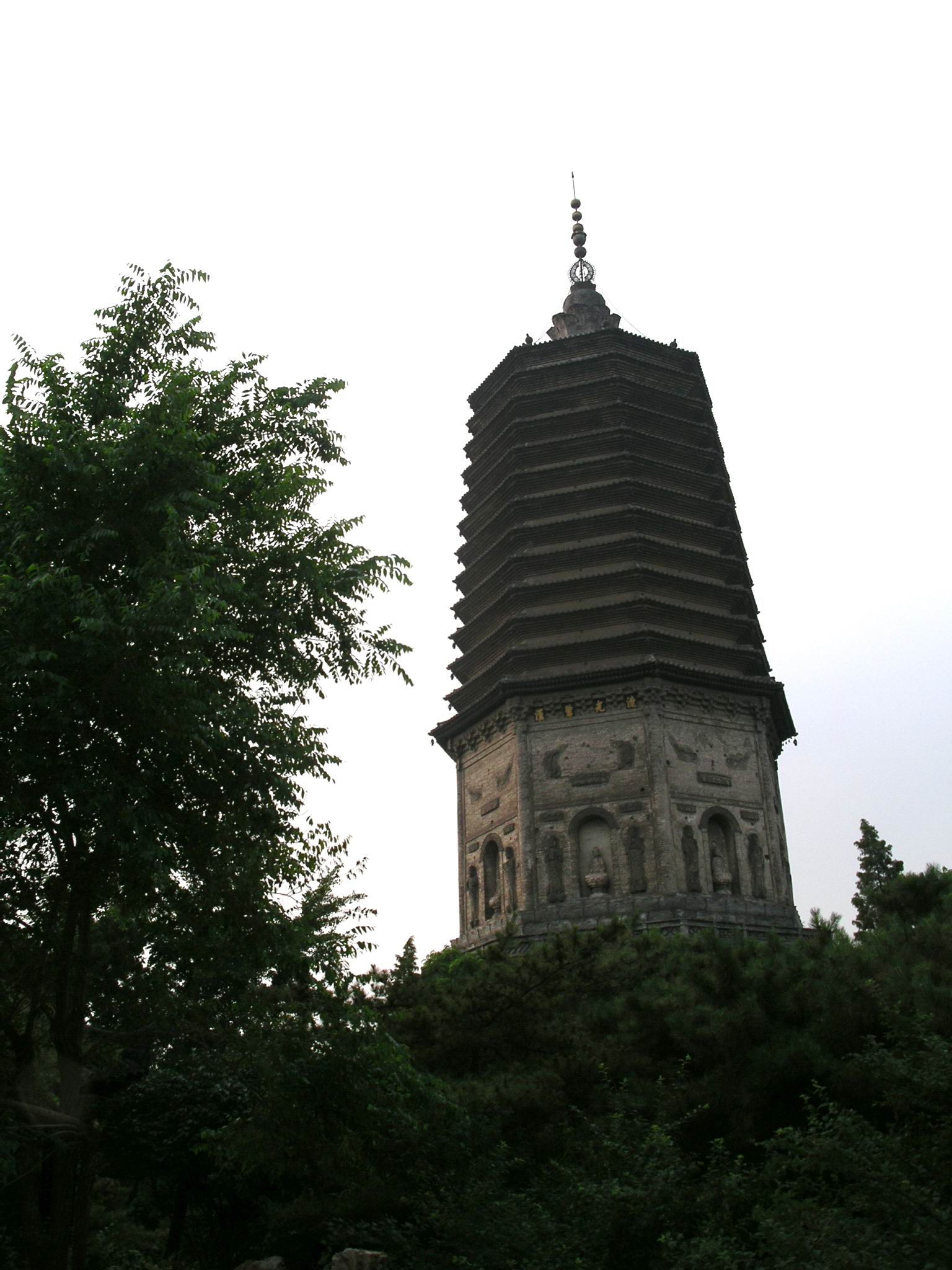
Bai Ta („Weiße Pagode“): das Grabmal der Mutter des Kaisers Shizong (Wanyan Yong). Der 71 m hohe Turm wurde von 1161 bis 1173 n. Chr. erbaut.

Liaoyang (辽阳市,  Liáoyáng Shì) ist eine bezirksfreie Stadt in der nordostchinesischen Provinz Liaoning. Sie hat eine Fläche von 4.736 km² und 1.604.580 Einwohner (Stand: Zensus 2020). 1904 fand hier die Schlacht von Liaoyang im Russisch-Japanischen Krieg statt, die die russische Armee gegen die japanische Armee verlor. Liaoyang ist ein wichtiger Standort der nordostchinesischen Schwerindustrie.

## Geographie
Durch Liaoyang fließt der Taizi He (chinesisch 太子河, Pinyin Tàizǐ hé).

## Verwaltungsgliederung
Administrativ setzt sich Liaoyang auf Kreisebene aus fünf Stadtbezirken, einer kreisfreien Stadt und einem Kreis zusammen. Diese sind (Stand: Zensus 2020):
- Stadtbezirk Baita (白塔区), 30 km², 359.401 Einwohner;
- Stadtbezirk Wensheng (文圣区), 287 km², 160.466 Einwohner;
- Stadtbezirk Hongwei (宏伟区), 164 km², 142.491 Einwohner;
- Stadtbezirk Gongchangling (弓长岭区), 340 km², 80.870 Einwohner;
- Stadtbezirk Taizihe (太子河区), 279 km², 134.604 Einwohner;
- Stadt Dengta (灯塔市), 1.167 km², 354.617 Einwohner;
- Kreis Liaoyang (辽阳县), 2.443 km², 372.131 Einwohner, Hauptort: Großgemeinde Shoushan (首山镇).

## Söhne und Töchter der Stadt
- Toshiko Akiyoshi (Jazz-Pianistin)
- Di Zijian (* 2001), Badmintonspiele